# Frat Pack
«Frat Pack» es un término usado por los medios —principalmente estadounidenses— para referirse a un conjunto de actores que han aparecido juntos en varias de las comedias cinematográficas de mayor recaudación de finales de los años 1990 y los años 2000. Dicho conjunto lo forman Ben Stiller, Will Ferrell, Vince Vaughn, Owen Wilson, Luke Wilson, Jack Black y Steve Carell.
El término fue acuñado por el periódico USA Today en un artículo publicado en junio de 2004, y proviene de la combinación de Rat Pack, otro grupo de actores de los años 1950 y 1960 caracterizados por sus numerosas colaboraciones en películas y espectáculos, con Frat, la abreviatura habitualmente usada para designar a las fraternidades universitarias en Estados Unidos (esto último en referencia a la película de 2003 Old School, en la que participaron varios de los actores del grupo). En español, Frat Pack podría traducirse como «Pandilla de la fraternidad».
A pesar del uso que la prensa ha hecho del término, varios de los miembros han negado en ocasiones que se pongan de acuerdo para aparecer en las mismas películas, y afirman que simplemente son un grupo de actores con una cierta afinidad y con admiración por el trabajo de cada uno de los otros. Vaughn mencionó que Stiller era el «verdadero denominador común» del grupo.

## Historia del Frat Pack
La primera referencia al grupo la hizo en abril de 2004 la revista Entertainment Weekly, aunque bajo el apodo de Slacker Pack. El término Frat Pack ya había sido usado por la propia revista para referirse a Leonardo DiCaprio, Matt Damon, Ben Affleck, Edward Norton y Ryan Phillippe, aunque, ante el poco eco obtenido por esta designación, Entertainment Weekly acabó por desechar lo de Slacker Pack y adoptar, como el resto de los medios, la denominación de Frat Pack para el grupo de cómicos.
El artículo de USA Today que usó por primera vez la expresión Frat Pack listaba originalmente a Jack Black, Will Ferrell, Ben Stiller, Vince Vaughn y a los hermanos Owen Wilson y Luke Wilson como miembros del grupo. En 2006, Steve Carell fue incluido también, merced a un nuevo artículo del USA Today. Carell había comentado previamente, en un episodio de Saturday Night Live, que él era ahora «uno de esos tipos», citando explícitamente a Stiller, Vaughn, Ferrell, Black y Owen Wilson.
Un año antes de la inclusión de Carell, y durante el rodaje de la película Virgen a los 40, Paul Rudd se había etiquetado a sí mismo y a otros como Judd Apatow, David Koechner, Mindy Kaling, Nancy Walls, Leslie Mann y el propio Steve Carell como una versión júnior del Frat Pack. A Kaling y a Walls nunca se les ha asociado con el grupo, pero la revista Details denominó a Apatow y a los directores Adam McKay y Todd Phillips «los Frat Packagers», mientras que Paul Rudd ha sido citado como un miembro del Frat Pack por el New York Post, entre otros medios. Paul Rudd ha afirmado en una entrevista, ante la pregunta de si la película Knocked Up le introduciría en el Frat Pack, que tal vez él fuese «una promesa», pero que todavía no había sido iniciado en la fraternidad.
Los miembros del Frat Pack trabajan a menudo con los mismos directores varias veces. Wes Anderson es amigo de los hermanos Wilson desde que se conocieron en la universidad, y los ha dirigido a ambos en Bottle Rocket y The Royal Tenenbaums (en la que también aparecía Stiller). Todd Phillips ha dirigido Old School y Starsky & Hutch. Adam McKay es el responsable de Anchorman: The Legend of Ron Burgundy y Talladega Nights: The Ballad of Ricky Bobby. Judd Apatow ha escrito y producido varias comedias del Frat Pack, incluyendo El reportero: La leyenda de Ron Burgundy. Apatow debutó en la dirección con Virgen a los 40, protagonizada por Steve Carell, y continuó con Knocked Up, en la que aparecían Paul Rudd y, en un cameo, Carell. Apatow también es el creador de The Ben Stiller Show, junto al propio Stiller. El director de Wedding Crashers David Dobkin volvió a trabajar de nuevo con Vince Vaughn en la comedia navideña Fred Claus. John C. Reilly, que coprotagonizó Talladega Nights: The Ballad of Ricky Bobby junto a Will Ferrell y al propio Adam McKay (director de la película), ha vuelto a reunirse con ambos para la película Step Brothers, y es el protagonista de Walk Hard: The Dewey Cox Story, en la que aparecen varios actores del Frat Pack o relacionados con él. Reilly también cantó junto a Will Ferrell y Jack Black en un número musical y cómico de la 79.ª edición de los premios Óscar.
En diciembre de 2007, la revista italiana de cine Nocturno publicó un estudio de 70 páginas dedicado por entero al fenómeno del «Frat Pack».

## Filmografía
Los siete miembros del Frat Pack nunca han aparecido juntos en una misma película, aunque en El reportero: La leyenda de Ron Burgundy están todos menos Owen Wilson (siendo los papeles de Jack Black, Ben Stiller y Luke Wilson simples cameos).